# Ardisia chiapensis
Ardisia chiapensis är en viveväxtart som beskrevs av T. S. Brandegee. Ardisia chiapensis ingår i släktet Ardisia och familjen viveväxter. Inga underarter finns listade i Catalogue of Life.